# 小泉荘 (陸奥国)
小泉荘（こいずみのしょう）は、陸奥国本吉郡（現在の宮城県気仙沼市、かつての小泉村）にあった荘園。

## 歴史
詳細は不明であるが、保安元年（1120年）頃には摂関家領であったらしい。
同年、関白藤原忠実の前の定使であった兼元丸という人物が、現地の代官であった藤原清衡から本来は年貢として都へ上納されるべき金や馬、檀紙などを詐取する事件を起こして問題になっている（『中右記』）。